# 茅林
茅林（1924年3月—2020年10月12日），男，浙江余姚人，中华人民共和国政治人物，曾任中华人民共和国冶金工业部副部长，中国有色金属工业总公司副董事长。